# Як вас тепер називати?
«Як вас тепер називати?» — радянський художній фільм 1965 року, знятий режисером Володимир Чеботарьовим на студії «Мосфільм». Прем'єра фільму відбулася 1 червня 1965 року. Фільм став одним з лідерів кінопрокату в СРСР, після виходу на екрани в 1966 році його подивилося 36 200 000 глядачів.

## Сюжет
Дія фільму відбувається в роки Великої Вітчизняної війни в окупованому ворогами місті Положську. У центрі — протиборство між радянськими розвідниками і фашистами. Партизанами і підпільниками висаджено в повітря велику нафтобазу. Виникла паніка дозволила ознайомитися з секретними документами генерала фон Рогге. Розслідування веде есесівський генерал Готтбург. Він виходить на слід. В поле його підозр потрапляє ресторанний кухар-бельгієць. Хто ж ховається під його маскою?..

## У ролях
- Анатолій Азо —  Валерій, він же месьє Жак
- Владислав Стржельчик —  генерал Бруно Готтбург, він же Альфонс Коррель
- Михайло Глузський —  командир партизанського загону
- Лариса Голубкіна —  Лідія Костюк, радянська розвідниця
- Володимир Самойлов —  Василь Майков, подвійний агент
- Юхим Копелян —  Кольвіц
- Лев Поляков —  Петро Сизов, він же агент Краузе
- Павло Массальський —  генерал фон Рогге
- Геннадій Воропаєв —  Мюллер, капітан, начальник канцелярії
- Валентин Абрамов —  Іон Раміреску, комерсант з Гродно
- Всеволод Ларіонов —  Кунц
- Дмитро Орловський —  комісар партизанського загону
- Володимир Гуляєв —  начальник розвідки партизанського загону
- Віктор Маркін —  партизан
- Інна Федорова —  мати Майкова
- Володимир Тикке —  Зотов
- В'ячеслав Гостинський —  доктор Фогельзанг
- Станіслав Міхін —  партизан
- Людмила Давидова —  есесівка
- Борис Красильников —  Отто, наглядач
- Борис Дуров —  епізод
- Тамара Чернова —  співробітниця канцелярії
- Всеволод Сафонов —  секретар підпільного обкому
- Алла Будницька —  перекладачка «комерсанта з Аргентини»
- К. Грабовський — епізод
- Микола Граббе —  Нольде, начальник в'язниці
- Володимир Піцек —  зубний лікар
- Леонід Елінсон —  епізод
- Володимир Коренєв —  ад'ютант Кольвіца
- С. Бабич — епізод
- Гавриїл Бєлов —  заарештований (немає в титрах)
- Зана Заноні — епізод (немає в титрах)
- Юрій Яковлєв — голос за кадром

## Знімальна група
- Режисер: Володимир Чеботарьов
- Автори сценарію: Юрій Лукін, Михайло Прудников, Володимир Чеботарьов
- Оператор-постановник: Ігор Слабневич
- Художник-постановник: Євген Серганов
- Композитор: Веніамін Баснер
- Звукооператор: А. Павлов
- Диригент: Емін Хачатурян
- Режисер: Степан Пучінян
- Оператор: В. Гусєв
- Грим: І. Антімонов
- Монтаж: Надія Анікєєва
- Костюми: С. Портной
- Комбіновані зйомки: оператор Григорій Зайцев
- художник С. Мухін
- Редактор: Оскар Курганов
- Консультанти: Хайнц Браун, полковники В. Іванов, В. Копитов
- Директори: Костянтин Стенькин, Семен Мар'яхін